# Amoniolasalita
L'amoniolasalita és un mineral de la classe dels òxids. Rep el nom com a anàleg amb amoni de la lasalita.

## Característiques
L'amoniolasalita és un vanadat de fórmula química (NH₄)₂Mg₂(H₂O)20] [V10O28]. Cristal·litza en el sistema monoclínic. La seva duresa a l'escala de Mohs és 1.
Els exemplars que van servir per a determinar l'espècie, el que es coneix com a material tipus, es troben conservats a les col·leccions mineralògiques del Museu d'Història Natural del Comtat de Los Angeles, a Los Angeles (Califòrnia) amb els números de catàleg: 67477, 67478, 67479, 67480 i 67481.

## Formació i jaciments
Va ser descoberta a la mina Burro, dins el districte miner de Slick Rock, al comtat de San Miguel (Colorado, Estats Units). Es tracta de l'únic indret de tot el planeta on ha estat descrita aquesta espècie mineral.